# Pabré
Pabré ist sowohl eine Gemeinde (französisch commune rurale) als auch ein dasselbe Gebiet umfassendes Département im westafrikanischen Staat Burkina Faso in der Region Centre und der Provinz Kadiogo. Die Gemeinde hat in 19 Dörfern 28.265, in der Mehrzahl Mossi.
Pabré grenzt an die Hauptstadt Ouagadougou an der Nationalstraße 1 und verfügt über ein Priesterseminar, das unter anderem vom ehemaligen Präsidenten Maurice Yaméogo und von Joseph Ki-Zerbo besucht wurde. Das Seminar wurde 1925 von Joanny Thévenoud gegründet.

## Dörfer
Bendatoéga, Bidougou, Bigtogo, Bilgo, Dabaré, Gaskaye, Goupana, Katabtenga, Koankin, Kodemmtoré, Napamboumbou, Nédogo, Pabré Saint Joseph, Sabtenga, Sag-Nioniogo, Salé, Wavougué, Yamba, Zibako, Zouma